# Elodes orientalls
Elodes orientalls là một loài bọ cánh cứng trong họ Scirtidae. Loài này được Yablokov-Khnzoryan miêu tả khoa học năm 1973.